# Val di Non
Val di Non és una vall del Trentino, situada a la part nord-oest de la província de Trento. Des del punt de vista administratiu, pertany a la Comunitat de Val di Non, una de les comunitats de la vall establerta a la província el 2010.